# Posraczka
Posraczka – jezioro w Polsce, w województwie warmińsko-mazurskim, w powiecie szczycieńskim, w gminie Pasym.

## Położenie i charakterystyka
Jezioro leży na Pojezierzu Olsztyńskim (842.81), natomiast w regionalizacji przyrodniczo-leśnej – w mezoregionie Pojezierza Mrągowskiego. W sąsiedztwie znajdują się wsie Krzywonoga (na północy) i Michałki (na południu). Otoczenie stanowią lasy należące do nadleśnictwa Olsztyn. Leży na obszarze zlewni bezodpływowego jeziora Gulbik. Identyfikator MPHP to 141438617.
Jest to jezioro zarastające.
Według „Katalogu Jezior Polski” Adama Choińskiego z 2006 roku zbiornik wodny nie ma nazwy. Nazwa Posraczka znajduje się w państwowym rejestrze nazw geograficznych od 2015 roku i została do niego wprowadzona na podstawie wywiadu terenowego. Na mapie z 1938 roku jezioro zostało zaznaczone jako Trüb-See (niem. trüb – mętny).

## Morfometria
Według danych uzyskanych poprzez planimetrię jeziora na mapach w skali 1:50 000 opracowanych w Państwowym Układzie Współrzędnych 1965, zgodnie z poziomem odniesienia Kronsztadt, powierzchnia zbiornika wodnego to 5,7 ha.
Wysokość lustra wody zbiornika według skanów map topograficznych dostępnych na Geoportalu wynosi 135,1 m n.p.m., natomiast według numerycznego modelu terenu lustro wody znajduje się na wysokości 133,8 m n.p.m.

## Przyroda
Jezioro leży na terenie utworzonego w 1998 Obszaru Chronionego Krajobrazu Pojezierza Olsztyńskiego o łącznej powierzchni 40 997,4 ha.